# 達尼爾·費沙
達尼爾·費沙（英語：Darnell Fisher，1994年4月4日—）是英格蘭的職業足球運動員，司職右後衛。

## 榮譽
些路迪
- 蘇格蘭足球超級聯賽 (2): 2013–14,2014–15
- 蘇格蘭聯賽盃 (1): 2014–15